# 奈爾珀斯

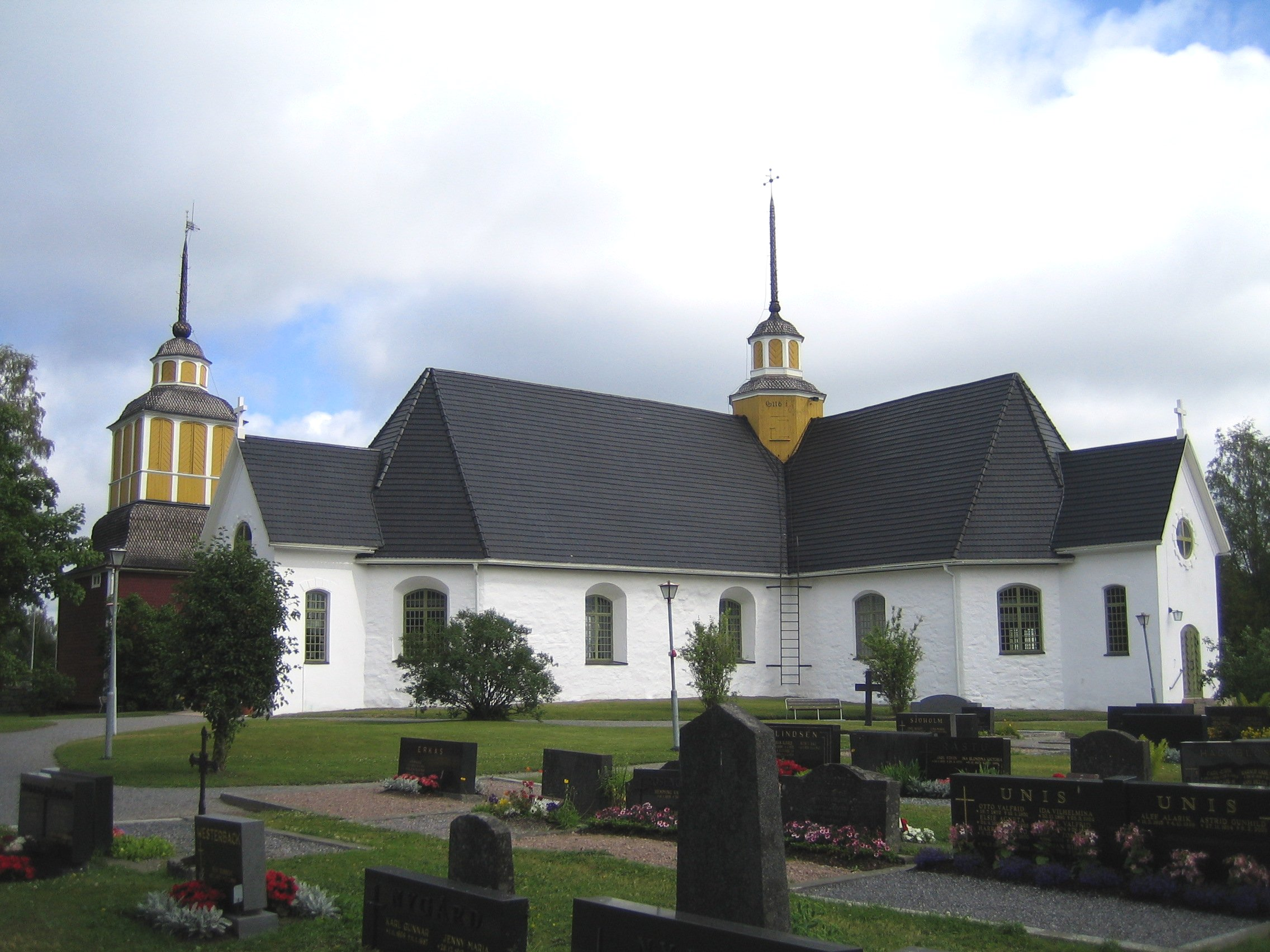
奈爾珀斯教堂

奈爾珀斯（瑞典語：Närpes）是芬蘭博滕區以“城市”称号的市鎮，位於該國西部，距離瓦薩80公里，面積2,334.15平方公里，2012年人口9,412，其中約88%居民的母語是瑞典語。

## 外部連結
- 奈爾珀斯市官方网站 （瑞典文）